# ゴツェロ2世 (下ロートリンゲン公)
ゴツェロ2世（Gotzelo II., 1008年 - 1046年）は、下ロートリンゲン公（在位：1044年 - 1046年）。

## 生涯
ロートリンゲン公ゴツェロ1世の次男として生まれたが、在位期間の短さから知られることはほとんどない。1044年に父ゴツェロ1世が死去した後に、下ロートリンゲン公位を継承した。ゴツェロ2世は気が弱いと見られていたが、ドイツ王ハインリヒ3世はこの継承を認める約束を与えていた。しかし兄のゴットフリート3世はロートリンゲン全土の領有権を主張した。1046年、ハインリヒ3世は下ロートリンゲン公位をフリードリヒ2世・フォン・ルクセンブルクに与えた。この時にゴツェロ2世が死去したとも考えられている。
父の死後すぐに、ゴットフリート3世は、彼が長い間所有していたロートリンゲンで、弟のゴツェロの相続した領地、つまりブラバントを、ゴツェロが統治するのにふさわしくないという口実で要求した。[…]同時に（1046年）国王は、子供を持たずに亡くなったゴツェロ2世の死により没収したブラバントの領地を、1042年にバイエルン公としたルクセンブルク伯ハインリヒ2世の弟であるフリードリヒ2世・フォン・ルクセンブルクに与えた。
別の説によると、ゴツェロ2世は無能であったためにハインリヒ3世により追放されたという。